# Bassa de Cas Barreter
Sa Bassa de Cas Barreter és un safareig vinculat a la Síquia de Coanegra a Santa Maria del Camí que s'utilitzava per regular el cabal d'aigua que movia les rodes del molí immediat, antigament el Molí Draper i en l'actualitat en estat ruïnós. El nom de sa Bassa de Cas Barreter identifica tota la zona: safareig, ruïnes del molí i el pla i conradissos on se situen aquestes edificacions (es Pla de sa Bassa).